# Aleksandr Mostovoj
Aleksandr Mostovoj, född 22 augusti 1968 i Lomonosov, är en rysk före detta fotbollsspelare som spelade som offensiv mittfältare. Han spelade bland annat för Celta Vigo 1996–2004 och är känd som en av klubbens bästa spelare.

## Karriär

### Klubblagskarriär

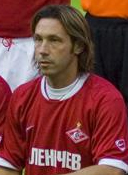
Mostovoj inför Dmitrij Alenitjevs avtackningsmatch, 2008.

På klubblagssidan fick Mostovoj sitt genombrott med Spartak Moskva där han spelade 1986–1991. Han blev utlandsproffs i Benfica men gjorde där inte något större avtryck. Han lånades ut till Caen i Frankrike säsongen 1993/1994 och medverkade i 15 av klubbens ligamatcher. Efter säsongen följde Mostovoj med tränaren Daniel Jeandupeux till Strasbourg där han etablerade sig i startelvan. Efter två säsonger med Strasbourg flyttade Mostovoj till Celta Vigo i spanska La Liga.
Mostovoj kom att spela åtta säsonger med Celta Vigo och bidrog starkt till att klubben gick från ett bottenlag till ett som kunde utmana om La Ligas europaplatser. Efter att flera gånger ha varit nära att kvalificera sig för kval till Champions League, vilket krävde en fjärdeplats i ligan, nådde Mostovoj och Celta Vigo just fjärde plats säsongen 2002/2003. Mostovoj bidrog med tio mål från sin mittfältsposition. Laget slog ut Slavia Prag i kvalomgången till Champions League 2003/2004 och lyckades därtill avancera från gruppspelet. Ligaspelet samma säsong var dock en katastrof för Celta Vigo som slutade på näst sista plats och därmed degraderades till Segunda División. Mostovoj lämnade Vigo efter säsongen.
Mostovoj skrev på ett korttidskontrakt med Deportivo Alavés 2005. Han kom bara att spela i en match för klubben. Han byttes in i den 78:e minuten i en match mot Cádiz och gjorde på den korta speltiden Alavés enda mål i matchen och sköt ett skott i ribban.

### Landslagskarriär
Mostovoj spelade 65 A-landskamper, varav 13 för Sovjetunionen, 2 för OSS och 50 för Ryssland. Han var med i Rysslands trupper till VM 1994, EM 1996, VM 2002 och EM 2004. Han spelade en match i VM 1994 men ingenting alls i 2002 års turnering på grund av en skada. Efter en match mot Spanien i EM 2004 skickades han hem från turneringen efter att öppet ha kritiserat den ryska förbundskaptenen.